# جان فلمینگ (بازیکن فوتبال، زاده ۱۸۹۰)
جان فلمینگ (انگلیسی: John Fleming؛ ۱۸۹۰ – ۲۱ مارس ۱۹۱۶) بازیکن فوتبال اهل اسکاتلند بود.
از باشگاه‌هایی که در آن بازی کرده‌است می‌توان به باشگاه فوتبال تاتنهام هاتسپر، باشگاه فوتبال نیوکاسل یونایتد و باشگاه فوتبال رنجرز اشاره کرد.